# Castejón de Alarba
Castejón de Alarba (aragónul Castellón d'Alfarba) település Spanyolországban,  Zaragoza tartományban. Castejón de Alarba Alarba, Abanto, Monterde, Acered és Olvés községekkel határos. Lakosainak száma 79 fő (2024).

## Népesség
A település népessége az utóbbi években az alábbiak szerint változott:
| Lakosok száma | 112  | 98   | 107  | 107  | 95   | 84   | 91   | 91   | 73   | 79   |
|               | 2001 | 2004 | 2007 | 2009 | 2012 | 2014 | 2017 | 2019 | 2022 | 2024 |